# Ricardo Montero
Pour les articles homonymes, voir Montero (homonymie).
Montero  Hernández est un nom espagnol. Le premier nom de famille, en général paternel, est Montero ; le second, en général maternel, souvent omis, est Hernández.
Ricardo Montero Hernández (né le 9 juillet 1902 à Gemuño, et mort le 19 décembre 1974 à Valladolid) est un coureur cycliste espagnol. Professionnel de 1924 à 1935, il a été champion d'Espagne en 1925. Il s'est imposé de nombreuses compétitions espagnoles et détient notamment le record de succès à la Classique d'Ordizia avec 5 victoires.
Il est le frère aîné de Luciano Montero, également coureur cycliste professionnel, de 1926 à 1943.

## Palmarès
- 1924
  - Championnat du Guipuscoa
  - 2e du Tour du Guipuscoa
- 1925
  -  Champion d'Espagne sur route
  - Championnat du Guipuscoa
  - Championnat de Saint-Sébastien
  - Tour de Tolosa
  - Circuito Sollube
  - Tour d'Andalousie
    - Classement général
    - 1re étape
- 1926
  - Tour des Asturies :
    - Classement énéral
    - 1re, 2e et 3e étapes

  - Prueba Loinaz
  - GP Vizcaya
  - 3e du championnat d'Espagne sur route
  - 3e de la Classique d'Ordizia
- 1927
  - Championnat du Guipuscoa
  - Classique d'Ordizia
  - Madrid-Ávila-Madrid
  - GP Vizcaya
  - GP Pascuas
  - 2e, 3e et 5e étapes du Tour des Asturies
  - Circuito Sollube
  - Vuelta a Piqueras
  - 2e du Tour des Asturies
- 1928
  - Championnat de Saint-Sébastien
  - Hendaye-Bayonne-Hendaye
  - GP Pascuas
  - Prueba Loinaz
  - 1re étape du Tour du Pays basque
  - Vuelta a Estella
  - 2e étape du Circuit du Sud-Ouest
  - Tour des Asturies :
    - Classement général
    - 1re et 2e étapes

  - Vuelta a Piqueras
  - 2e de la Clásica a los Puertos
  - 2e du Critérium du Midi
  - 2e du Circuito de la Ribera del Jalón
  - 3e de la Classique d'Ordizia
- 1929
  - Prueba Legazpia
  - 2e de la Vuelta a Piqueras
  - 3e de la Prueba Loinaz
- 1930
  - Prueba Legazpia
  - Classique d'Ordizia
  - Vuelta a Estella
  - 2e étape du Tour du Pays basque
  - 6e étape du  Tour de Catalogne
  - 3e du Tour de Catalogne
  - 6e du championnat du monde sur route
- 1931
  - Subida a Urkiola
  - Subida al Escudo
  - Burgos-Ezcaray-Burgos
  - Classique d'Ordizia
  - GP Vizcaya
  - 2e de la Prueba Loinaz
- 1932
  - Prueba Legazpia
  - Circuit du Marensin
  - Clásica a los Puertos
  - Classique d'Ordizia
  - Tour du Levant :
    - Classement général
    - 1re et 2e étapes

  - 2e du Tour d'Alava
  - 2e du GP Vizcaya
  - 4e du championnat du monde sur route
- 1933
  - Gran Premio de la República
  - 2e étape du Tour de Pontevedra
  - 2e du Tour de Pontevedra
  - 3e de la Classique d'Ordizia
- 1935
  - Classique d'Ordizia
  - Tour du Guipuscoa

## Résultats sur les grands tours

### Tour d'Italie
1 participation
- 1931 : abandon

### Tour d'Espagne
1 participation
- 1935 : abandon